# ال‌انوا اوییشن
ال‌انوا اوییشن (به انگلیسی: Al Anwa Aviation) یک شرکت هواپیمایی است. دفتر مرکزی ال‌انوا اوییشن در ریاض، عربستان سعودی واقع شده‌است و قطب این شرکت هواپیمایی در فرودگاه بین‌المللی ملک خالد قرار دارد.